# 林安可
林安可（1997年5月19日—） 為台灣職業棒球選手，出身台南市，效力於中華職棒統一7-ELEVEn獅，守備位置為右外野手，曾擔任投手。

## 早年
林安可出身臺南市，父親是台灣人，母親是阿根廷人。就讀安慶國小四年級時加入棒球隊，後續就讀建興國中、南英商工期間投打皆有所表現。進入文化大學後主要擔任投手，並期待以投手身份旅外發展。2018年11月曾赴日接受日本職棒東北樂天金鷲隊的測試，尋求旅外機會，但最終因體檢未過無法簽約。
2017年第十九屆梅花旗全國大學棒球錦標賽 最有價值球員、投手獎。
林安可代表中華隊參與國際賽事，包括：2014年亞洲青棒錦標賽、2015年U-18世界盃棒球賽、2016年U-23世界盃棒球賽。

## 職業生涯

### 2019–2020年：新人年
2019年7月於中華職棒季中選秀會中被統一7-ELEVEn獅以第一輪第四順位選進，同月即完成簽約投身職棒。雖然以投手身分報名，但因為半季加盟故先以擔任右外野手為主，「投打二刀流」則於隔年球季再做嘗試。
2019年8月11日，於花蓮縣立德興棒球場首度先發登板，面對Lamigo桃猿，守備位置為右外野手。隔日於同場地再度先發為右外野手，第一打席獲得四壞球保送，首度站上壘包，於第二打席（第一打數）面對對手先發投手馬修·冠猛擊出生涯首安。第四打席面對賴智垣擊出左外野方向全壘打，帶有三分打點的生涯首轟。
2019年8月22日，於臺南市立棒球場對戰Lamigo桃猿，於延長賽的第11局面隊洪聖欽擊出個人職棒生涯首支再見安打，使統一7-ELEVEn獅隊以8比7力克Lamigo桃猿隊。
9月20日因本季一軍打席數已接近新人王資格門檻，加上球隊戰績悽慘無緣季後賽，故被下放二軍以保留下一季的資格。
2020年自春訓起嘗試「投打二刀流」，但3月初時因教練團認為當前控球和球速均有改善空間，距離稱職投手還有一段落差，故決定讓林安可本季專任野手。
2020年4月30日，於臺南市立棒球場對戰中信兄弟，在五局下面對彭識穎擊出個人職棒生涯首支滿貫全壘打。
2020年5月1日，臺南市立棒球場對戰富邦悍將的比賽中，在二局下於對方先發投手索沙手中擊出三分砲，以連續四場全壘打追平中職新人紀錄（2016年王柏融）。
2020年6月20日，於新莊棒球場對戰富邦悍將的比賽中，擊出個人職棒生涯首度的單場雙響砲。
2020年6月21日，於新莊棒球場對戰富邦悍將的比賽中，達成個人職棒生涯的單場6分打點的新紀錄，且連續兩天單場雙響砲，並連續四場擊出全壘打。
2020年6月27日，於桃園國際棒球場對戰樂天桃猿的比賽中，達成本季第三次的單場雙響砲（也是近五戰的第三度）。
2020年7月1日，於台南球場對戰富邦悍將，面對楊彬時擊出個人職棒生涯的第100支安打。
2020年8月6日，於台中洲際棒球場對戰中信兄弟，八局上面對陳柏豪擊出右外野方向滿貫全壘打，為個人生涯（亦是本季）第2支滿貫全壘打。
2020年9月29日，於台南球場對戰中信兄弟隊，面對官大元時擊出當季第30支全壘打，也創造新人年最多全壘打之紀錄（原紀錄為王柏融在2016年的29支）。同時也是最年輕達成30轟的打者，亦為統一獅首位達成單季30轟的本土打者。
2020年11月5日，中職台灣大賽第三場對戰中信兄弟，在2局下從對方先發投手米蘭達的手中擊出生涯首支於台灣大賽的三壘安打。
2020年台灣大賽對戰中信兄弟，七場比賽均以先發出賽，擊出全隊系列戰最多的10支安打，打擊率0.370全隊次高，是統一7-ELEVEn獅隊鏖戰七場拿下年度總冠軍的大功臣之一。

### 2021年至今
2021年春訓期間，林安可專注於野手訓練，不再嘗試成為投手。
2021年7月21日，於桃園國際棒球場對戰樂天桃猿，面對張喜凱擊出個人職棒生涯的第200支安打。
2024年4月12日，於台南棒球場對戰台鋼雄鷹，面對雷公敲出再見滿貫全壘打，是生涯首支再見滿貫全壘打。
2024年11月23日,  林安可在23日第三屆世界12強超級循環賽對戰日本的比賽中，9局敲出一發陽春砲，成為繼戴培峰後，中華隊史第二位能在世界12強對戰日本敲出全壘打選手，
2025年6月28日，於臺南市立棒球場對戰富邦悍將，四局下半面對力亞士擊出中外野方向兩分全壘打，達成生涯百轟里程碑。

## 成棒國際賽經歷
- 2017年亞洲棒球錦標賽
- 2022年亞洲運動會棒球比賽
- 2024年世界棒球12強賽

## 職棒生涯成績

### 中華職棒
- (粗黑體字為該年度最佳或最高成績)

| 年度 | 球隊           | 出賽 | 打數 | 安打 | 全壘打 | 打點 | 得分 | 盜壘 | 四死 | 被三振 | 壘打數 | 雙殺打 | 打擊率 | 上壘率 | 長打率 | 整體攻擊指數 |
| ---- | -------------- | ---- | ---- | ---- | ------ | ---- | ---- | ---- | ---- | ------ | ------ | ------ | ------ | ------ | ------ | ------------ |
| 2019 | 統一7-ELEVEn獅 | 29   | 106  | 27   | 2      | 13   | 14   | 0    | 15   | 30     | 40     | 1      | 0.255  | 0.347  | 0.377  | 0.724        |
| 2020 | 統一7-ELEVEn獅 | 118  | 432  | 134  | 32     | 99   | 90   | 10   | 67   | 113    | 255    | 6      | 0.310  | 0.400  | 0.590  | 0.990        |
| 2021 | 統一7-ELEVEn獅 | 114  | 387  | 117  | 16     | 67   | 70   | 17   | 62   | 75     | 183    | 5      | 0.302  | 0.395  | 0.473  | 0.868        |
| 2022 | 統一7-ELEVEn獅 | 38   | 123  | 34   | 4      | 19   | 16   | 3    | 14   | 20     | 52     | 1      | 0.276  | 0.348  | 0.423  | 0.771        |
| 2023 | 統一7-ELEVEn獅 | 76   | 259  | 64   | 15     | 35   | 40   | 2    | 30   | 57     | 122    | 5      | 0.247  | 0.322  | 0.471  | 0.793        |
| 2024 | 統一7-ELEVEn獅 | 118  | 408  | 105  | 20     | 93   | 63   | 5    | 63   | 100    | 188    | 12     | 0.257  | 0.352  | 0.461  | 0.813        |
| 合計 | 6年            | 493  | 1715 | 481  | 89     | 326  | 293  | 37   | 251  | 395    | 840    | 30     | 0.280  | 0.369  | 0.490  | 0.859        |

## 外部連結
- 林安可在中華職棒官網
- 林安可在Baseball-Reference.com（小聯盟以及海外聯盟）（英语）
- 林安可在台灣棒球維基館上的頁面（繁體中文）

| 獎項          | 獎項                                      | 獎項          |
| ------------- | ----------------------------------------- | ------------- |
| 前任： 陳晨威 | 中華職棒新人王 2020年                     | 繼任： 曾峻岳 |
| 前任： 江坤宇 | 中華職棒總冠軍賽優秀球員獎（敗方） 2021年 | 繼任： 現任   |